# Michel Bouts
Michel Bouts est un écrivain et pédagogue français, né le 15 décembre 1902 à Versailles et mort le 27 décembre 1993 à Saint-Julien-sur-Cher.

## Biographie
Il a vécu successivement à Louannec, Dingé, Bazouges-la-Pérouse, Rennes,Montauban-de-Bretagne. Son père a été administrateur délégué de la Société de l’École Nouvelle et le resta près de vingt-cinq ans.
Il passe plusieurs années à l’école des Roches puis en 1923, il entre chez les Bénédictins de Clervaux mais n'y reste que quelques années. Il s’implique ensuite dans la création de l’école Saint Martin de Pontoise et y est chef de maison jusqu’à la guerre.
En 1942, il fonde l'École du Gai Savoir sur le modèle des institutions anglaises et de l'École des Roches, dont il est ancien élève et où il travailla ensuite. Cette école fut successivement installée à Neauphle-le-Vieux, puis à Dingé, et enfin à Bazouges-la-Pérouse, de 1951 à 1977.
À Bazouges, il s'investit dans les traditions locales et en particulier la pratique de la vielle à roue au sein du groupe folklorique local Les Calins Fumeux.
Parmi ses anciens élèves, on compte entre autres Claude Rich, acteur, Jean-Pierre Desthuilliers, écrivain, et Michel Faure, auteur de bandes dessinées.
Il est inhumé, ainsi que son épouse Geneviève, née Saison, au cimetière de Bazouges-la-Pérouse (Ille-et-Vilaine),.

## Œuvres
Publié dès 1931 dans les Cahiers de la Quinzaine, il écrivit notamment six livres pour la jeunesse dont quatre publiés dans la collection Signe de piste et un chez Elor.
- Jean-Louis dans la vieille forêt, édité en fascicule par "La Hutte", 1938 puis publié en feuilleton dans le journal Louveteaux en 1950.
- La Châsse de saint Agapit, Alsatia, Signe de PIste, 1938 (version 1) puis 1945 (version 2) - traduction allemande Das Geheimnis von St. Agapit
- Pied-de-biche, Alsatia, Signe de PIste, 1945.
- Loups de mer, Alsatia, Signe de PIste, 1956.
- L'As de pique, Alsatia, Signe de PIste, 1957.
- Sang breton, roman historique, posthume, 2003. Éditions ELOR.
- Braises, poèmes. Inédit.
- Histoire du château de Montauban, fascicule calligraphié et illustré par l'auteur, 1990.